# Witriwka (obwód dniepropetrowski)
Witriwka (ukr. Вітрівка) – wieś na Ukrainie, w obwodzie dniepropetrowskim, w rejonie kamjańskim, w hromadzie Zatyszne. W 2001 liczyła 442 mieszkańców, spośród których 428 wskazało jako ojczysty język ukraiński, 7 rosyjski, 2 mołdawski, 3 węgierski, a 2 białoruski.